# Аксай (Нурабадский район)
Акса́й (узб. Oqsoy/Оқсой) — кишлак в Нурабадском районе Самаркандской области Узбекистана.
Население по состоянию на 1984 год — около 1600 человек.

## Расположение

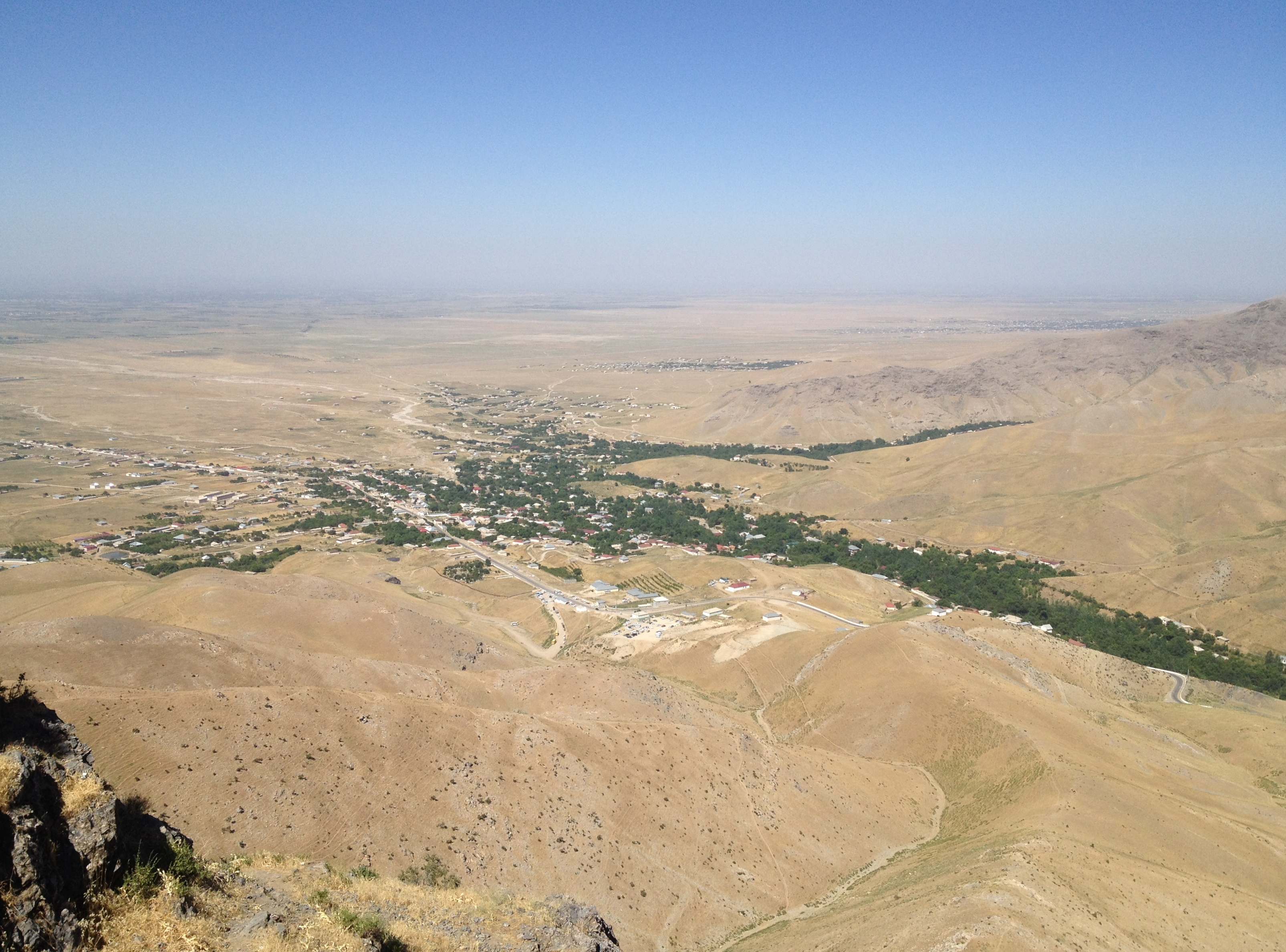
Кишлаки Аксай и Игрикуль (на заднем плане),
вид от святыни Хазрат Довуд

Аксай расположен в восточной части Нурабадского района, на северном склоне хребта Каратепа, входящего в состав Зеравшанских гор (высота центра населённого пункта составляет около 860—880 м), к югу от автодороги A-378 (Самарканд — Карши). С востока населённый пункт смыкается с кишлаком Игрикуль (Эрикуль). Территория Аксая вытянута с севера на юг, по берегам одноимённой реки, которая на землях кишлака иссякает и ниже пролегает в качестве сухого русла. Непосредственно вдоль реки имеются сады, постройки кишлака по большей части лежат на левом (западном) берегу. В правобережье, к востоку от селения, имеется кладбище.
Поблизости от Аксая, в горах к юго-западу, находится почитаемая могила Хазрати Довуд (Хазратдовуд). Небольшой выселок кишлака (по состоянию на 1984 год здесь проживало около 20 человек) расположен к югу от святыни, на левом притоке реки Аксай. С севера населённый пункт связан автодорогой с трассой А-378.

## Социальная сфера
В Аксае имеется школа.